# 6,5 × 50 mm Arisaka
La 6,5 × 50 mm Arisaka, nota anche come 6,5 × 50 mm SR (stante per Semi-Rimmed, cioè "con semi-collarino" oppure "semiflangiata"), è stata una cartuccia progettata e adottata dall'Impero giapponese per le proprie forze armate. Fu disegnata tra 1895 e 1897 in contemporanea al nuovo fucile d'ordinanza Type 30: presentava un proiettile pesante circa 9 grammi, utilizzava il sistema di percussione centrale e una carica di lancio a base di nitrocellulosa.
Nel 1905 fu sottoposta a leggere migliorie che diversificarono la cartuccia in "Type 30" e "Type 38", peraltro intercambiabili. Quest'ultima fu presto la più diffusa e l'esercito imperiale giapponese ne sviluppò numerose varianti (tracciante, perforante, da addestramento etc.); divenne il calibro standard per fucili e mitragliatrici negli anni venti e trenta. Fu inoltre utilizzata da alcuni paesi occidentali, come il Regno Unito, quando durante la prima guerra mondiale furono importati lotti di Type 30, sia fucili che carabine. I giapponesi pianificarono di sostituirla con la più potente 7,7 × 58 mm Arisaka a partire dal 1939, ma il processo fu interrotto dalla partecipazione del Giappone alla seconda guerra mondiale e la 6,5 × 50 mm continuò a essere fabbricata e utilizzata sino al termine del conflitto.

## Sviluppo
Negli anni novanta del XIX secolo l'esercito imperiale giapponese decise di sostituire il valido ma obsolescente fucile Type 22 Murata. Furono dunque organizzate due commissioni: l'una, presieduta dal tenente colonnello Arisaka Nariakira, fu incaricata di studiare un fucile a otturatore girevole-scorrevole prendendo spunto anche dai modelli più avanzati in questo campo (Mauser e Mannlicher); l'altra, a capo del maggiore Murata Tsuneyoshi, ebbe il compito di trovare la cartuccia da usare su tale fucile. In seguito ad alcune riunioni tenutesi presso la Tokyo Hōheikosho ("fabbrica di esplosivi di Tokyo" in lingua giapponese), il maggiore Murata progettò nel 1895 una cartuccia in calibro 6,5 mm, che fu ufficialmente adottata nel 1897. Quello stesso anno fu immatricolato il nuovo fucile Type 30, così denominato perché in servizio a partire dal trentesimo anno di regno dell'imperatore Meiji. Nel 1905 ne fu elaborata una versione un poco diversa ma di eguali dimensioni che ricevette la denominazione "Type 38" per distinguerla dal modello base, che divenne allora noto come "Type 30".

## Impiego operativo
Le armi camerate per tale cartuccia, sia Type 30 che Type 38, furono numerose. Oltre al fucile Type 30, la carabina Type 30 e il fucile Type 35 in dotazione alla marina imperiale giapponese da esso ricavati; la copia su licenza della mitragliatrice francese Hotchkiss M 1897; il fucile a otturatore girevole-scorrevole Type 38 con le carabine da esso derivate (Type 38 e Type 44); le mitragliatrici leggere Type 11 e Type 96 (in rispettivamente dal 1923 e 1936), nonché prototipi di fucili pieghevoli per paracadutisti. Tali armi videro esteso uso durante la prima guerra sino-giapponese, la guerra russo-giapponese del 1904-1905, la prima guerra mondiale, gli interventi in Cina negli anni venti e trenta, la seconda guerra sino-giapponese.
In seguito alle esperienze belliche in Cina, l'esercito ordinò una nuova cartuccia di calibro maggiore con lo scopo di ottenere un maggior potere d'arresto: essa, la 7,7 × 58 mm Arisaka, fu adottata nel 1939 e fu deciso di sostituirla del tutto alla 6,5 × 50 mm. Tuttavia la partecipazione alla seconda guerra mondiale complicò e rallentò il pianificato rimpiazzo; la fanteria nipponica continuò quindi a utilizzare le armi in calibro 6,5 mm (sembra anche i vecchi Type 30) fino al termine del conflitto.
In battaglia la cartuccia da 6,5 mm dette prova di efficienza, scarso rinculo e provocava ferite gravi poiché il proiettile, più pesante alla base, tendeva a capovolgersi al momento dell'impatto sul bersaglio.

## Caratteristiche
La cartuccia 6,5 × 50 mm Arisaka presentava un bossolo in ottone a collo di bottiglia, lungo 50,3 mm. Il collo del bossolo misurava un diametro di 7,4 mm, il diametro alla spalla era di 10,59 mm e alla base aumentava a 11,35 mm. Il semi-collarino aveva un diametro di 12,1 mm secondo una fonte o di 11,84 mm secondo un'altra; era spesso 1,14 mm.
Sul fondello si trovava l'innesco a percussione centrale "Berdan" a un foro di vampa che, una volta colpito, accendeva la carica di lancio consistente in 2,14/2,15 grammi di nitrocellulosa. Il proiettile aveva anima in piombo ed era del tipo incamiciato: pesava da solo 8,9 grammi, (circa 139 grani). Al momento dello sparo generava un'energia di 262 kgm e raggiungeva una velocità alla volata di 760 m/s. Sparato il proiettile, l'estrazione del bossolo dalla camera di scoppio era facilitata dalla leggera sporgenza del semi-collarino.
In totale la cartuccia misurava una lunghezza di 75,69 mm.

## Cartuccia Type 38
Nel 1905 entrò in servizio il nuovo fucile a otturatore girevole scorrevole Type 38, una versione raffinata del Type 30 la quale divenne l'arma standard della fanteria giapponese. La cartuccia 6,5 × 50 mm Arisaka fu dunque rianalizzata e ne fu tratta una nuova versione, identica nelle dimensioni alla precedente; se ne discostava invece per alcune modifiche all'involucro interno del bossolo, per l'adozione di un semi-collarino in bronzo anziché in ottone e per l'innesco centrale tipo Berdan con due fori di vampa. Questa munizione fu denominata ufficialmente "6,5 × 50 mm Type 38" e quindi la cartuccia del 1895 fu designata retroattivamente "6,5 × 50 mm Type 30".

### Versioni
Della cartuccia Type 38 furono prodotte alcune versioni particolari. Negli anni venti e trenta fu distribuita una variante con carica ridotta a 2,05 grammi (con marchio rosa/rosso al fondello e una "G" in un cerchio) espressamente per l'uso sulla mitragliatrici leggere Type 11 e Type 91 da carro armato. Nel 1937 fu adottata la munizione Type 38 con polvere infume e carica ridotta, detta "Type 97" e destinata ai tiratori scelti per renderne difficile l'individuazione. Durante la seconda guerra mondiale fu fabbricato un modello di Type 38 con bossolo in acciaio, ma l'utilizzo fu molto sporadico.
La cartuccia Type 38 fu inoltre diversificata in una quantità di tipi:
- semi-palla: bossolo con marchio rosso al fondello
- proiettile a corta gittata: il proiettile sporgeva di 1,5 o 3 mm dal bossolo, con marchio rosa al fondello.
- proiettile tracciante: bossolo con marchio verde al fondello.
- proiettile perforante: ne esistevano con due anelli zigrinati al bossolo e al proiettile, solo al bossolo oppure solamente con un marchio nero al fondello.
- proiettile a salve: proiettile di carta rossa o di legno per l'uso sui lanciagranate da fucile.

## Altri utilizzatori
- Regno Unito: durante la prima guerra mondiale il Giappone fornì al Regno Unito 150.000 circa tra fucili e carabine sia Type 30 che Type 38, tutti camerati in 6,5 × 50 mm; i britannici indicarono entrambe le armi come Rifle, Magazine, .256 Pattern 1900 e le destinarono all'addestramento, agli equipaggi della Royal Navy e del dipendente servizio aereo.
- Impero russo: durante la prima guerra mondiale il Giappone fornì all'Impero russo alcune decine di migliaia di fucili e carabine Type 30 che, viste le difficoltà con gli approvvigionamenti militari, vennero consegnati a unità di seconda linea.
- Finlandia: dopo la rivoluzione russa e i susseguenti disordini, la Finlandia riuscì a rendersi indipendente. Nel corso dei combattimenti i finlandesi fecero uso di circa 8.000 armi giapponesi, per lo più fucili, che negli anni venti furono poi ceduti alla Suojeluskunta.[3][5]